# Doab
Doāb (in hindi: दो आब, in urdu: دو آب) è un termine sanscrito che significa «le due acque». Viene utilizzato in India e in Pakistan per indicare una regione o una striscia di terra situata tra due fiumi confluenti.

## I Doab dell'Uttar Pradesh

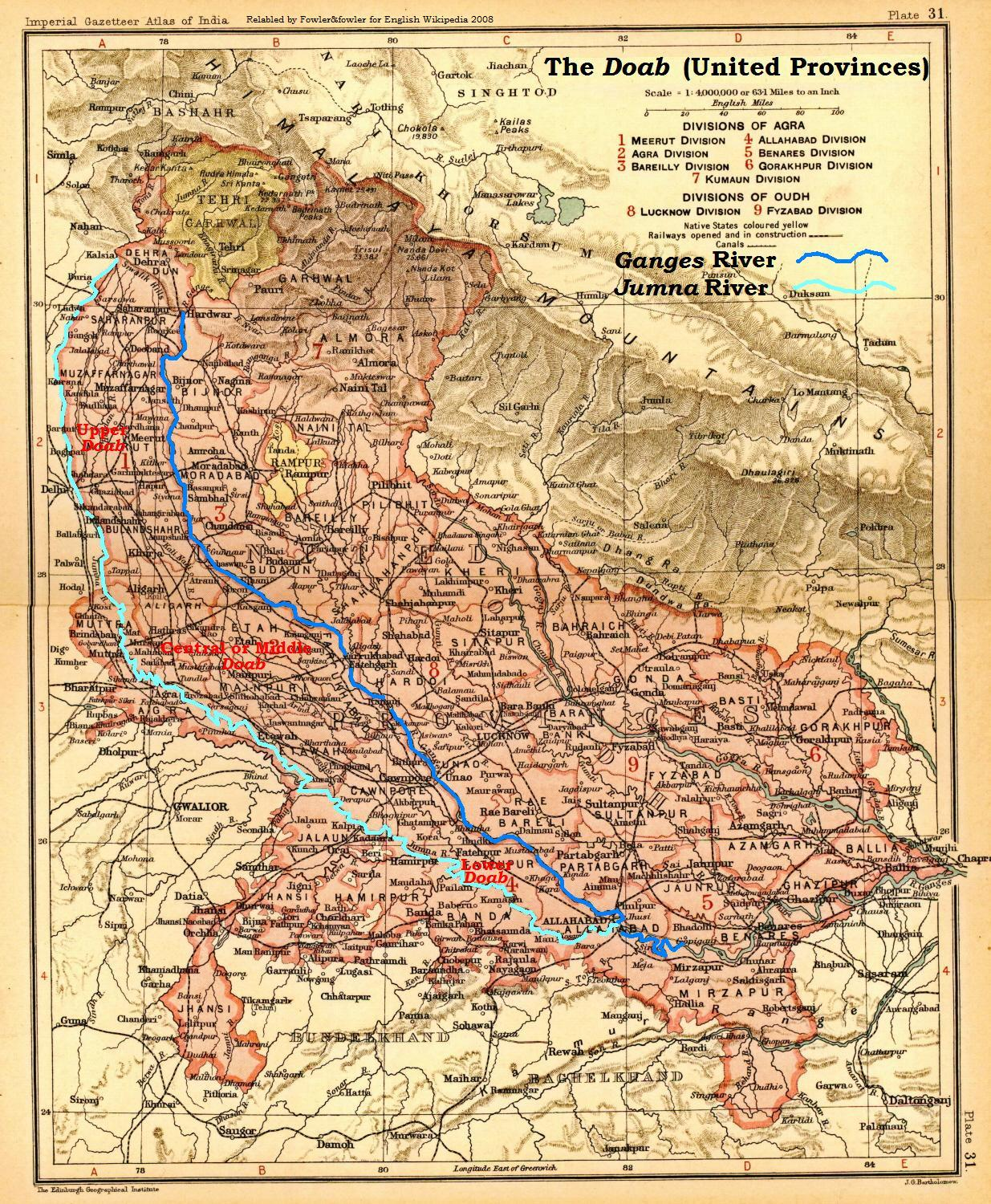
Carta indicante i Doāb: l'«Alto Doāb», il «Medio Doāb» e il «Basso Doāb».

Il Doāb non qualificato dal nome di un fiume designa la fascia alluvionale situata tra il Gange e lo Yamuna nell'ovest e nel sud-ovest dell'Uttar Pradesh e dell'Uttarakhand. La regione ha una superficie di circa 60.500 km², e misura circa 800 km di lunghezza e 100 di larghezza.
I Doāb compaiono nella storia e nei miti del periodo vedico; ad esempio l'epopea del Mahābhārata si svolge nel Doāb di Hastinapur.
I britannici suddivisero il Doāb in tre settori: l'Upper Doab, il Central Doab e il Lower Doab, a loro volta costituiti da più distretti.

### L'Alto Doāb
Il Doāb superiore corrisponde ai seguenti distretti: distretto di Dehradun, Rishikesh, distretto di Muzaffarnagar, distretto di Saharanpur, distretto di Meerut, distretto di Ghaziabad, distretto di Gautam Buddha Nagar, distretto di Bulandshahr e Delhi.

### Il Medio Doāb
Il Doāb centrale corrisponde ai seguenti distretti: distretto di Etah, distretto di Kasganj, distretto di Aligarh, distretto di Agra, distretto di Farrukhabad, distretto di Mainpuri, distretto di Etawah, distretto di Kanpur Nagar e distretto di Mathura.

### Il Basso Doāb
Il Doāb inferiore corrisponde ai seguenti distretti: distretto di Fatehpur, distretto di Kaushambi e distretto di Allahabad.

## Punjab

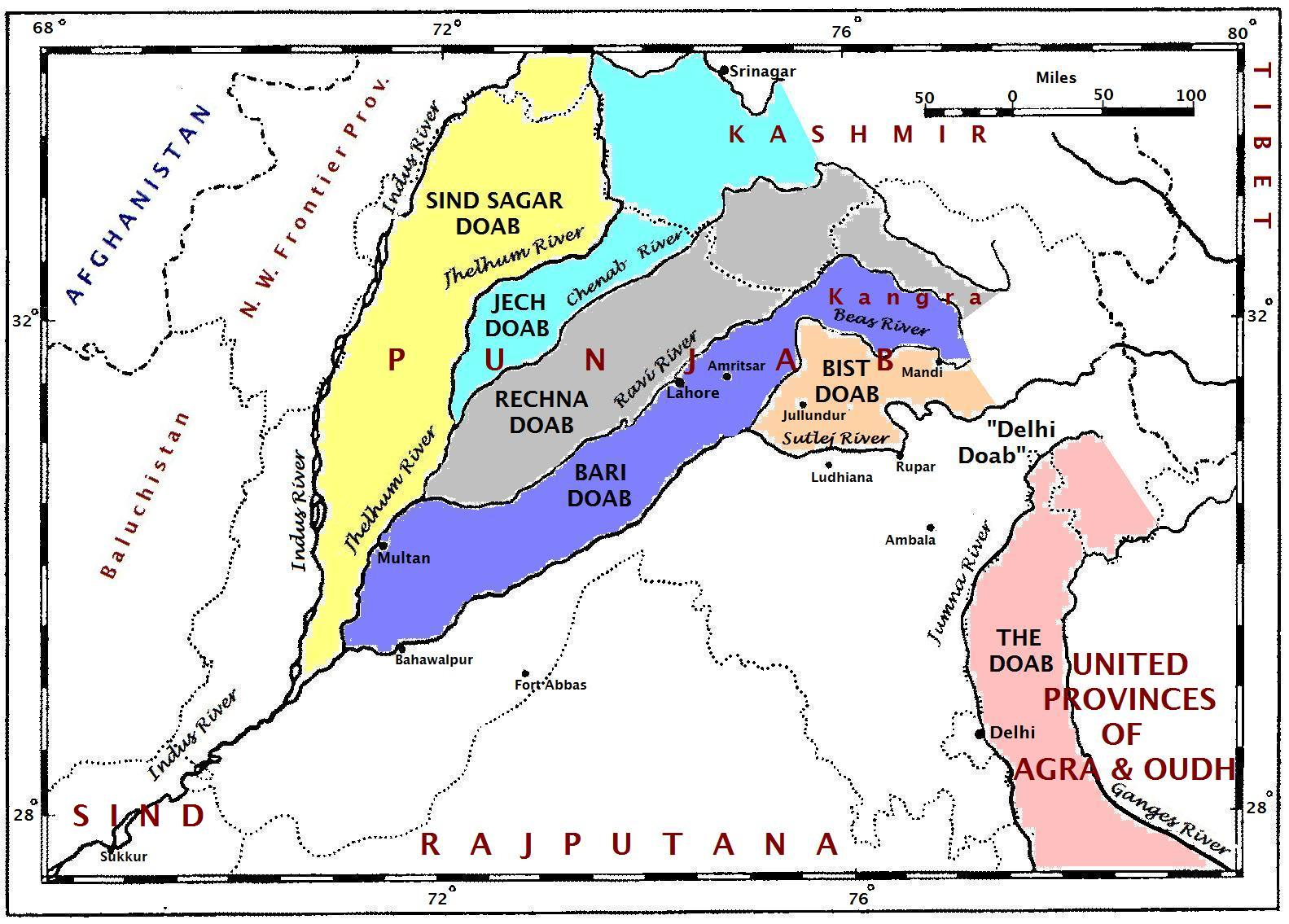
Carta del Punjab del 1947 indicante i doāb.

### Il Sind Sagar Doāb
Situato tra l'Indo e il Jhelum.

### Il Jech Doāb
Situato tra il Jhelum e il Chenab.

### Il Rechna Doāb
Situato tra il Chenab e il Ravi.

### Il Bari Doāb
Situato tra il Ravi e il Beas.

### Il Bist Doāb
Chiamato anche Jullundur Doāb o Doāba, è situato tra il Beas e il Sutlej.